# Beds Are Burning
Beds Are Burning är en låt av det australiska rockbandet Midnight Oil från 1987. Låten återfinns på albumet Diesel and Dust från samma år. När låten släpptes nådde den första plats i Nya Zeeland, Sydafrika och Kanada, och nummer tre i Nederländerna, nummer fem i Frankrike, nummer 6 i Storbritannien, Australien och Irland, nummer 17 i USA och Sverige. 
Beds Are Burning är en protestsång som förespråkar återlämnande av beslagtagen mark till aboriginerna.